# André Chastel
Pour les articles homonymes, voir Chastel.
André Chastel, né le 15 novembre 1912 à Paris et mort dans la même ville le 18 juillet 1990, est un historien de l'art français, spécialiste de la Renaissance italienne.

## Biographie

### Formation
Admis à l'École normale supérieure en 1933, André Chastel suit les cours d'Henri Focillon en Sorbonne et devient agrégé de lettres en 1937,. Par l'intermédiaire de Hugo Buchthal et Jean Seznec, il fréquente les chercheurs de l'Institut Warburg de Londres et est influencé par les travaux de Fritz Saxl et l'iconologie d'Erwin Panofsky, et notamment par l'ouvrage Dürers Melencolia I.

### Carrière

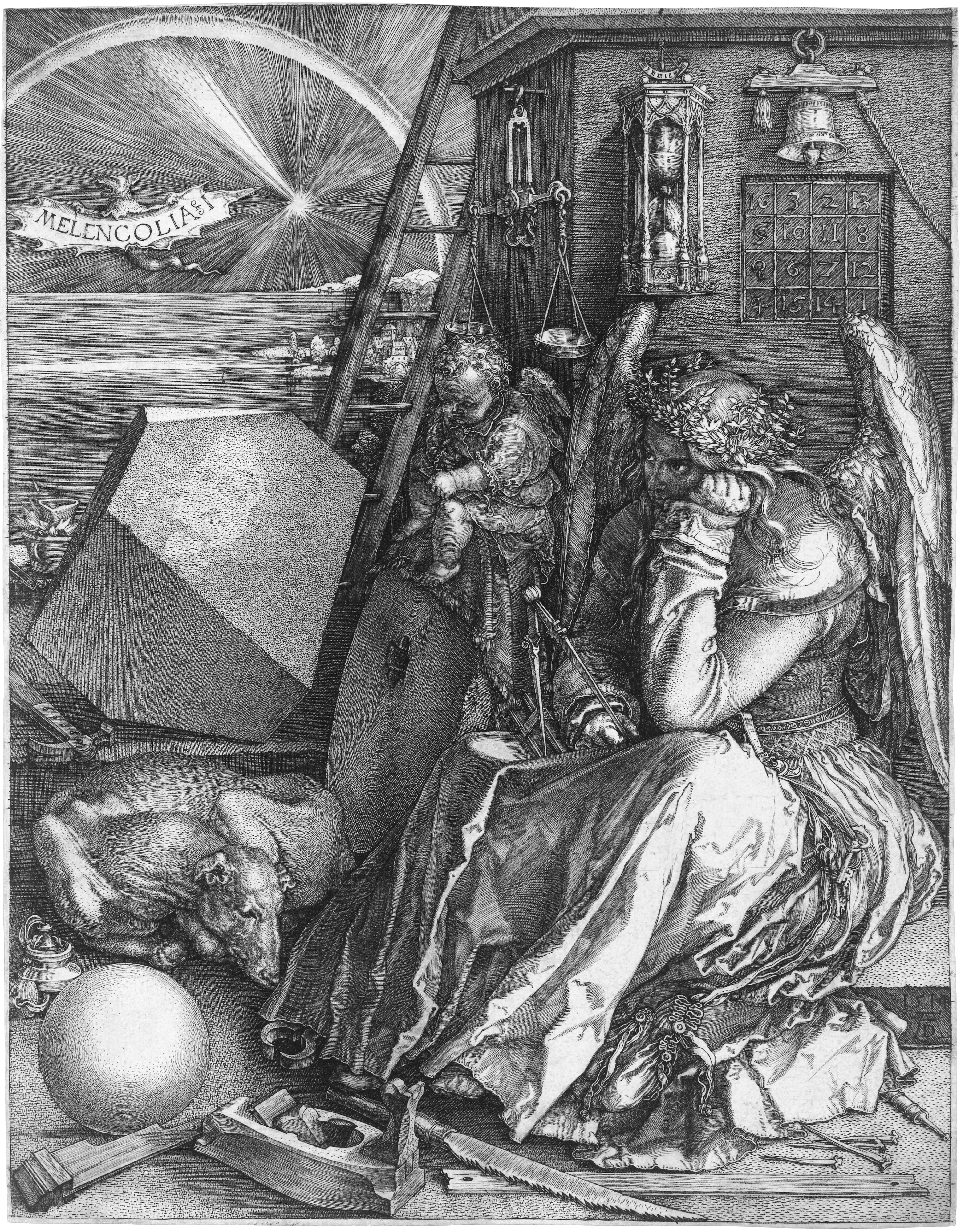
A. Dürer, Melencolia I (1514).

D'abord professeur de lycée (Le Havre), il est mobilisé en 1939 comme lieutenant, fait prisonnier et interné à l'Oflag III C de Lübben-Spreewald. Libéré en février 1942, il réintègre l'enseignement secondaire, nommé à Paris (lycée Voltaire, 1942-1944), Chartres (lycée Marceau, 1944-1945), Saint-Maur-des-Fossés (lycée Marcelin-Berthelot, 1948-1949), puis Paris de nouveau (lycée Carnot, 1949-1951). À l'été 1942, il est chargé de faire l'inventaire de l'atelier du peintre Édouard Vuillard.
Nommé assistant à l'institut d'art et d'archéologie de la Sorbonne de 1945 à 1948, il soutient en 1950 une thèse de doctorat ès lettres, sous la direction de l'historien Augustin Renaudet, intitulée « Art et humanisme à Florence au temps de Laurent le Magnifique. Étude sur la Renaissance et l'humanisme néoplatonicien », publiée en 1959 et plusieurs fois rééditée.

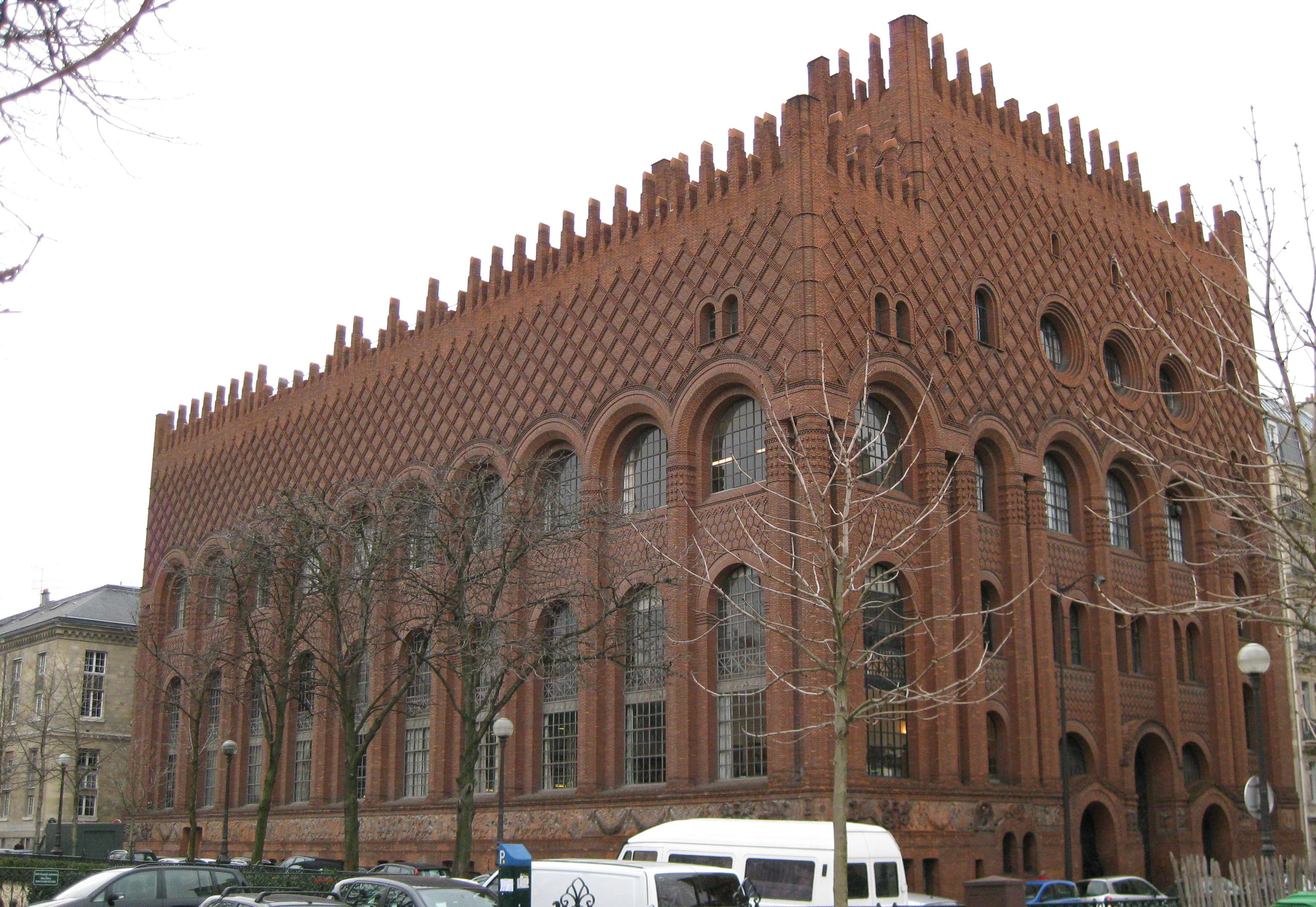
Institut d'art et d'archéologie, Paris.

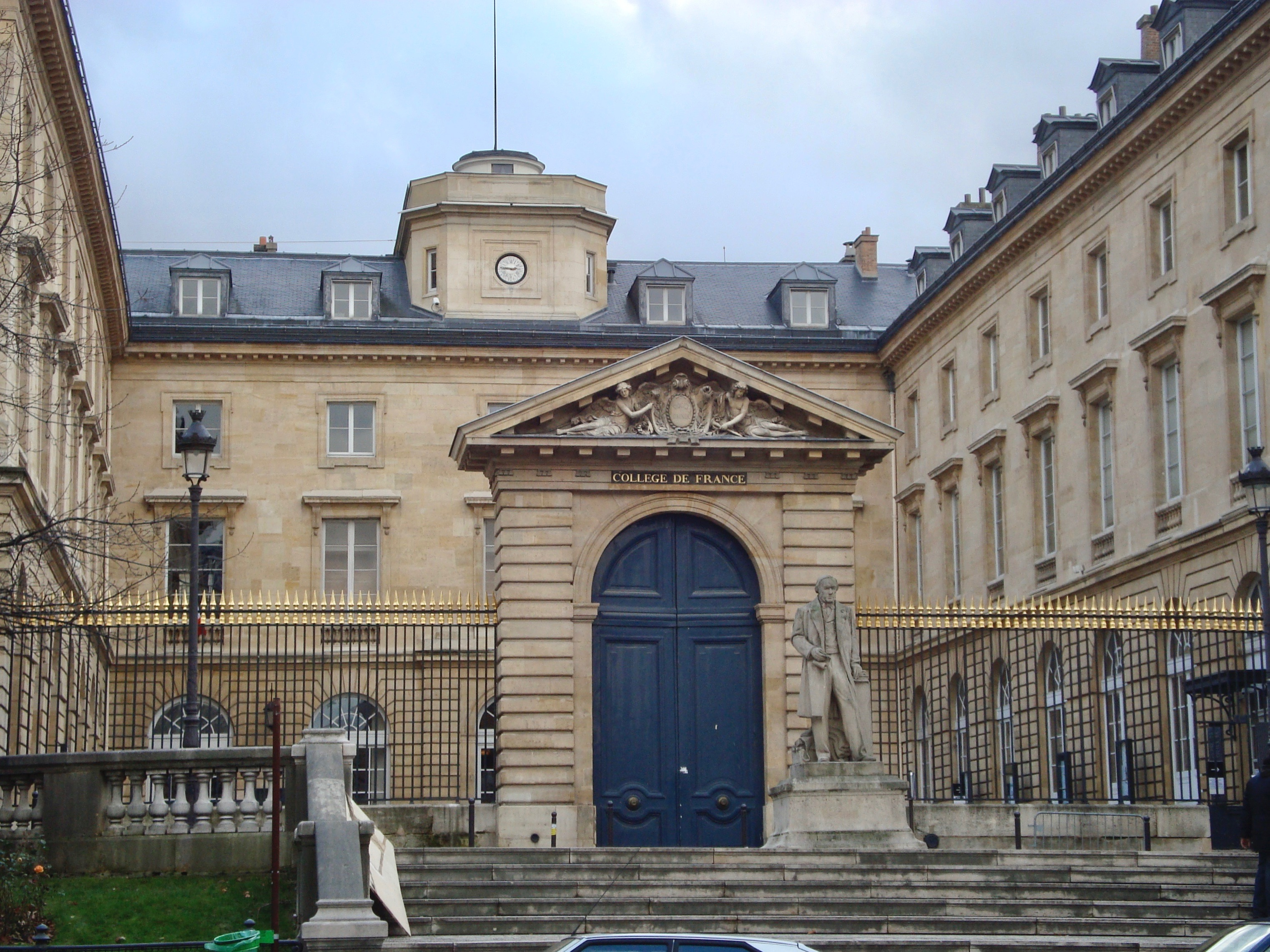
Collège de France, Paris.

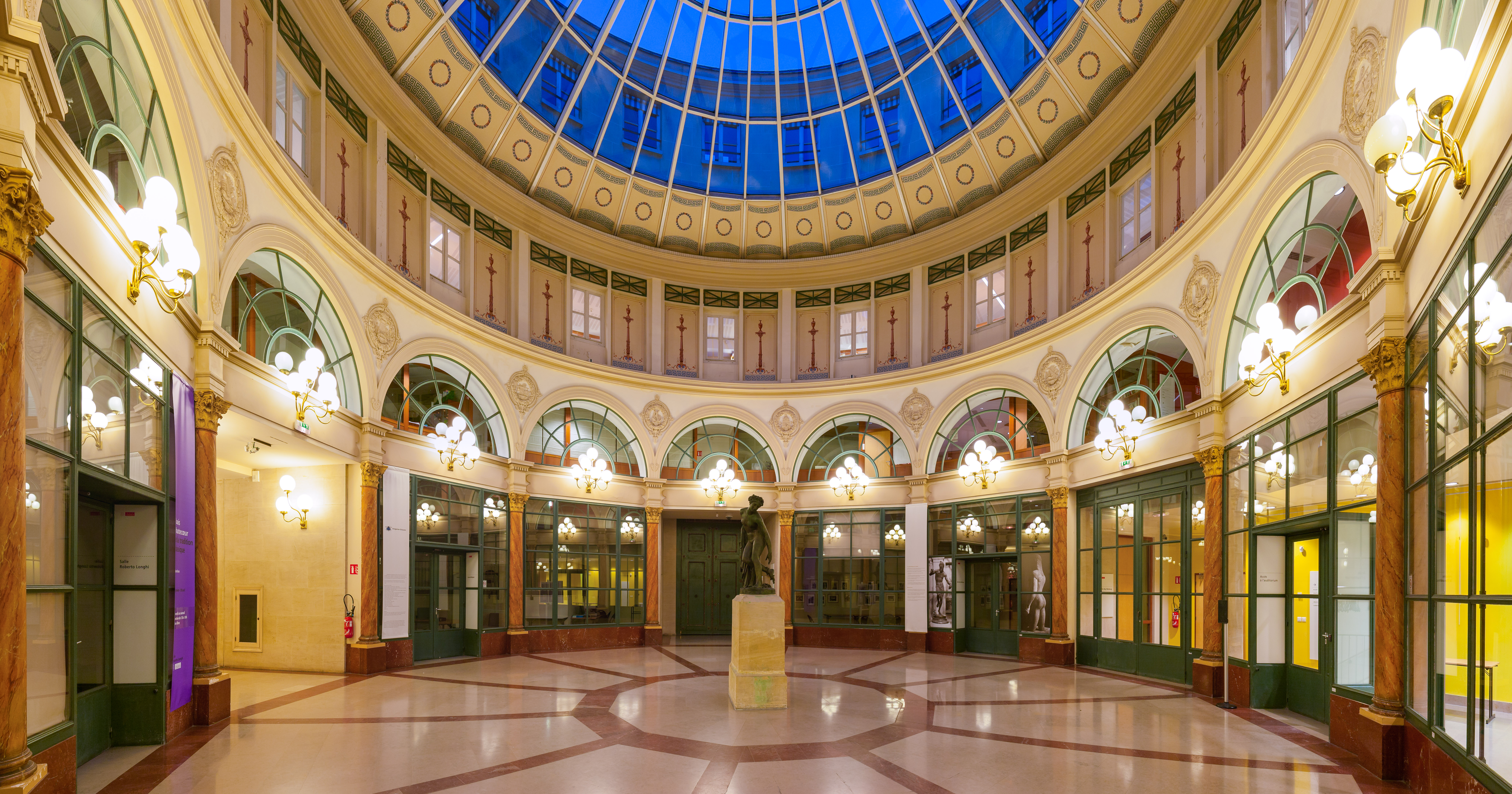
Institut national d'histoire de l'art, Paris.

Il est élu directeur d'études à l'École pratique des hautes études (EPHE), où il succède à Augustin Renaudet, de 1951 à 1978. Il est également élu professeur à l'institut d'art et d'archéologie de la Sorbonne en juillet 1955, succédant à Pierre Lavedan. Il devient professeur au Collège de France, titulaire de la chaire Art et civilisation de la Renaissance en Italie, de 1970 à 1984. Il est élu membre de l'Académie des inscriptions et belles-lettres en 1975. En 1979, il est désigné par l'assemblée des professeurs du Collège de France pour entrer au conseil d'administration de la fondation Hugot du Collège de France, où il siège jusqu'en décembre 1985.
Proche d'André Malraux à l'époque où celui-ci est chargé du ministère des Affaires culturelles, André Chastel est à l'origine, avec l'historien Marcel Aubert, de la création de l'Inventaire général des monuments et des richesses artistiques de la France, le 4 mars 1964. Il est vice-président de la Commission nationale chargée de l'Inventaire de 1964 à 1974, puis président après la mort de Julien Cain (1974-1984).
Sous la présidence de François Mitterrand, il milite pour la création d'un institut d'histoire de l'art sur le modèle de l'Institut Courtauld de Londres, ce qui prend forme avec la création de l'Institut national d'histoire de l'art, en 2001.
Collaborateur du quotidien Le Monde, mais aussi de revues telles que L'Œil ou Médecine de France, André Chastel a fondé trois revues au cours de sa carrière : 
- L'Information d'histoire de l'art, 1957-1975 (destinée à diffuser les travaux de recherche de ses étudiants) ;
- Art de France, 1961-1964 (avec le libraire Pierre Berès) ;
- Revue de l'art, créée en 1968 (revue scientifique française de référence en histoire de l'art).

Il a exercé les fonctions de vice-président du Comité international d'histoire de l'art (CIHA) de 1969 à 1985, et de président du Centro internazionale di studi di architettura Andrea Palladio (it) (CISA Palladio, Vicence). Il a été membre de nombreuses sociétés savantes et académies : Société des antiquaires de France (1959) ; Instituto Veneto delle Scienze, arti e lettere, Padoue (1960) ; Accademia Toscana di Scienze e lettere la Colombaria, Florence (1972) ; Accademia Ateneo Veneto (1974) ; Académie d'Arcadie (1975) ; Académie des Lyncéens (1976) ; Accademia Olympica (1979).
Proche de plusieurs artistes de sa génération, comme Étienne Hajdu, André Masson et Nicolas de Staël, il s'est intéressé à l'art moderne et a écrit sur Édouard Vuillard, Nicolas de Staël, Léon Gischia et Sergio de Castro.

### Enseignement
André Chastel a formé toute une génération d'historiens de l'art, conservateurs et universitaires, parmi lesquels Daniel Arasse (directeur d'études, EHESS), Pierre Arizzoli-Clémentel (conservateur général, musées), Françoise Boudon (CNRS), Georges Brunel, Monique Chatenet (CNRS), Sylvie Deswarte-Rosa (professeur, université Lyon-2), Bruno Foucart (professeur, université Paris 4-Sorbonne), Pierre Georgel (conservateur général, musées), Jean Guillaume (professeur, université Paris 4-Sorbonne), Françoise Hamon (conservateur, puis professeur, université Paris 4-Sorbonne), Dominique Hervier (conservateur général, Monuments historiques), Françoise Levaillant (directrice de recherche, CNRS), Christiane Lorgues-Lapouge, François Macé de Lépinay, Claude Mignot (professeur, université Paris 4-Sorbonne), Monique Mosser (CNRS), Daniel Rabreau (professeur, université Paris 1-Panthéon Sorbonne), Pierre Vaisse (professeur, université de Genève), Henri Zerner (professeur, université Harvard), etc.

### Sépulture
Il repose au cimetière parisien d'Ivry (9e division).

### Décorations
- Commandeur de la Légion d'honneur
- Commandeur de l'ordre des Palmes académiques
- Commandeur de l'ordre des Arts et des Lettres
- Croix de guerre 1939–1945

## Hommages et postérité
Le Centre André-Chastel est un laboratoire de recherche français en histoire de l'art du CNRS.
La bibliothèque du musée de Grenoble porte son nom.
Ses archives sont déposées à l'Institut national d'histoire de l'art.

## Principales publications
- Vuillard, Paris, Floury, 1946
- Vuillard : peintures, 1890-1930, Paris, Éditions du Chêne, 1948
- Léonard de Vinci par lui-même, Éditions Nagel, 1952
- Marsile Ficin et l'art, Genève, Droz, 1954
- L'Art italien, Paris, Larousse, 1956, 2 vol. (rééd. : 1982, 1989, 1995 ; trad. italienne : 1957-1958, trad. anglaise : 1963)
- Botticelli, Milan, Silvana, 1957
- Art et humanisme à Florence au temps de Laurent le Magnifique, Paris, PUF, 1959 (rééd. 1961, 1982)
- L'Âge de l'humanisme, avec Robert Klein, Éditions de la connaissance, Bruxelles, 1963
- Les Arts de l'Italie, Paris, PUF, coll. « Les Neuf Muses : histoire générale des arts », 1963, 2 vol.
- Le Grand Atelier d'Italie, 1460-1500, Gallimard, coll. « L'Univers des formes », 1965
- Renaissance méridionale, 1460-1500, Gallimard, coll. « L'Univers des formes », 1965
- Nicolas de Staël, Paris, Le Temps, 1968
- Le Mythe de la Renaissance, 1420-1520, Genève, Skira, coll. « Arts, Idées, Histoire », 1969
- La Crise de la Renaissance, 1520-1600, Genève, Skira, coll. « Arts, Idées, Histoire », 1969
- Staël, l'artiste et l'œuvre, Saint-Paul-de-Vence, Fondation Maeght, 1972
- Fables, formes, figures, Paris, Flammarion, 1978, 2 vol. (recueil d'articles parus précédemment)
- L'Image dans le miroir, Paris, Gallimard, coll. « Idées », 1980
- Chronique de la peinture italienne à la Renaissance, 1250-1580, Fribourg, Office du Livre, 1983
- The Sack of Rome, 1527, Princeton, Princeton University Press, 1983
  - Édition fr. : Le Sac de Rome, 1527 : du premier maniérisme à la Contre-Réforme, Paris, Gallimard, 1984
- Léon Gischia : rétrospective, 1917-1985, Ante Glibota (dir.), textes d'André Chastel, Paris, Paris Art Center, 1985
- La Grottesque, Paris, Quai Voltaire/Gallimard, coll. « Le Promeneur », 1988
- L'Illustre Incomprise, Mona Lisa, Paris, Gallimard, coll. « L'Art et l'Écrivain », 1988

### Traductions
- Léonard de Vinci, André Chastel (traduction et commentaires) et Christiane Lorgues (édition), Traité de la peinture, Calmann-Levy, 2003 (1re éd. 1987) (ISBN 2-7021-3378-9)
- Giorgio Vasari, Les Vies des meilleurs peintres, sculpteurs et architectes, traduction et édition commentée de Le Vite sous la direction d’André Chastel (Nadine Blamoutier, Gabriella Rèpaci-Courtois…), Paris, Berger-Levrault, coll. « Arts », 12 vol., 1981-1989. Rééd., Actes Sud, coll. « Thesaurus », 2 vol., 2005
- Lettres de l'Arétin (1492-1556), choisies et traduites par André Chastel et Nadine Blamoutier avec la collaboration de Gabriella Rèpaci-Courtois, Scala, 1988[9]

### Publications posthumes
- Introduction à l'histoire de l'art français, Paris, Flammarion, coll. « Champs », 1993
- L'Art français, Paris, Flammarion, 1993-1996, 4 vol.
- La Pala ou le retable italien des origines à 1500, avec le concours de Christiane Lorgues-Lapouge, préface d’Enrico Castelnuovo, Paris, Liana Levi, 1993. Rééd. 2005 et traduction italienne
- Palladiana, Paris, Gallimard, 1995 (recueil d'articles consacrés à Palladio)
- La Gloire de Raphaël ou le triomphe d’Éros, Paris, Réunion des musées nationaux, 1995
- L’Italie et Byzance, édition établie par Christiane Lorgues-Lapouge, Paris, Éditions de Fallois, 1999
- Giorgione, l'insaisissable, textes rassemblés et annotés par Christiane Lorgues-Lapouge, Paris, Liana Levi, coll. « Opinion art », 2008

Quelques livres d'André Chastel
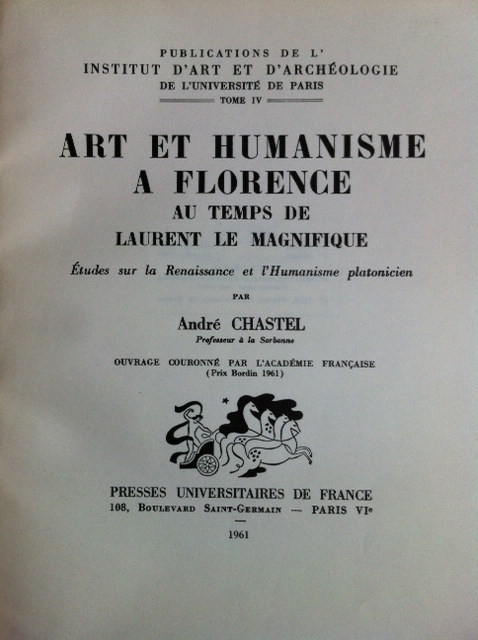
Art et humanisme à Florence au temps de Laurent le Magnifique, Paris, PUF, 1961[10].
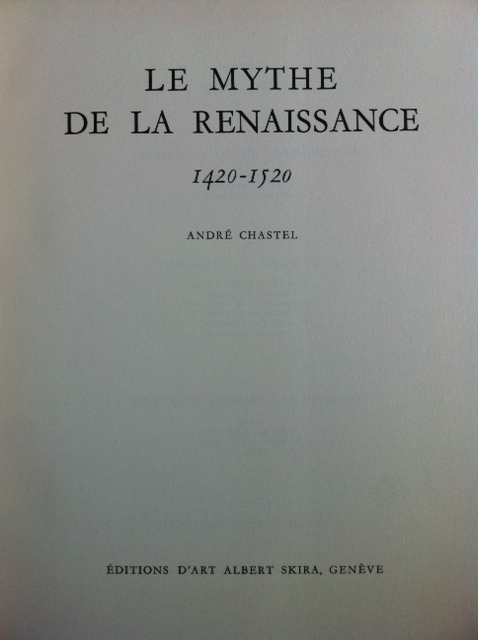
Le Mythe de la Renaissance, 1420-1520, Genève, Skira, 1969.
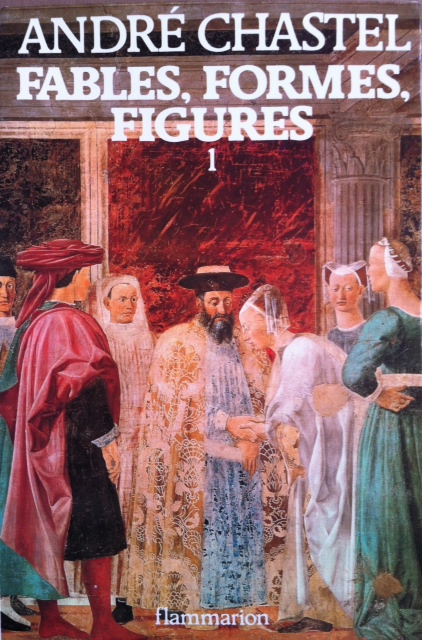
Fables, formes, figures, Paris, Flammarion, 1978.
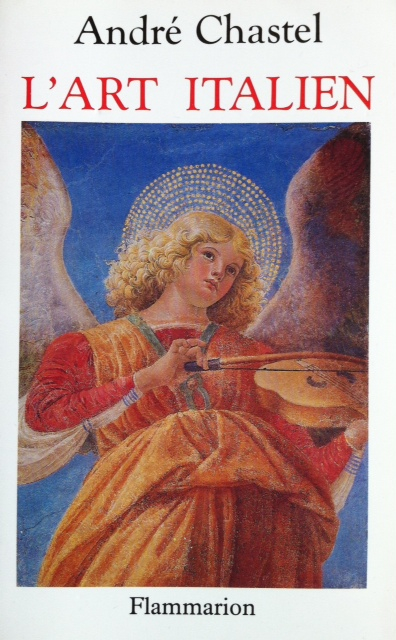
L'Art italien, Paris, Flammarion, 1982[11].
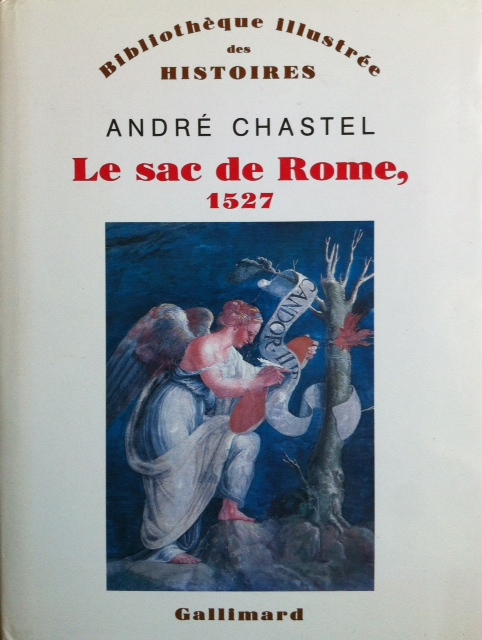
Le Sac de Rome, Paris, Gallimard, 1983.
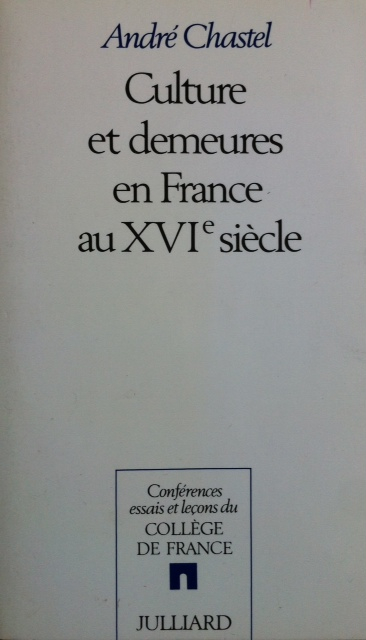
Culture et demeures en France au XVIe siècle, Paris, Julliard, 1989.
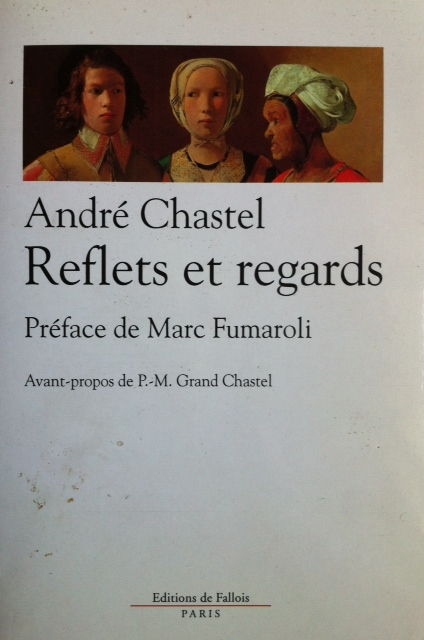
Reflets et regards : articles du Monde, Paris, Éditions de Fallois, 1992.
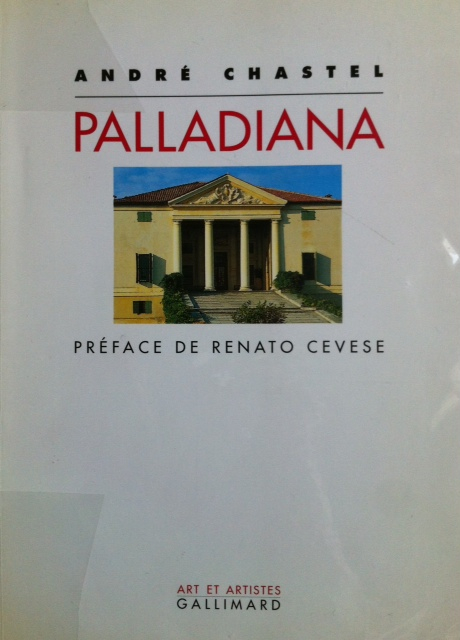
Palladiana, Paris, Gallimard, 1995.

#### Livres
- Michaël de Saint-Cheron, Charles-Louis Foulon et Janine Mossuz-Lavau, Dictionnaire Malraux, Éditions du CNRS, 2011 (lire en ligne), « Chastel (André) et l'Inventaire »
- Sabine Frommel (dir.), Michel Hochmann (dir.) et Sébastien Chauffour (dir.), André Chastel (1912-1990). Histoire de l'art et action publique, catalogue de l'exposition de l'Institut national d'histoire de l'art (févr.-avril 2013), 2013 (présentation en ligne, lire en ligne)
- Sabine Frommel, Michel Hochmann et Philippe Sénéchal, André Chastel : Méthodes et combats d'un historien de l'art, Picard, 2015 (ISBN 9782708409927)
- Dominique Hervier (dir.) et Eva Renzulli (dir.), André Chastel : portrait d'un historien de l'art (1912-1990). De sources en témoignages, La Documentation française, 2020 (ISBN 978-2-11-157248-5) Isabelle Chave, « Dominique Hervier et Eva Renzulli (dir.), André Chastel, portrait d’un historien de l’art (1912-1990). De sources en témoignages », Livraisons de l'histoire de l'architecture, no 42,‎ 15 décembre 2021 (ISSN 1627-4970, DOI 10.4000/lha.3408, lire en ligne)

#### Articles
- Yves Florenne, « L'Art italien d'André Chastel », Le Monde,‎ 13 février 1957 (lire en ligne)
- Jean Revol, "La Renaissance méridionale" et "Le Grand Atelier" par André Chastel (Gallimard), La Nouvelle Revue française, no 159, mars 1966
- Rédaction Le Monde, « Élection d'André Chastel », Le Monde,‎ 4 juin 1975 (lire en ligne)
- André Fontaine, « La mort d'André Chastel », Le Monde,‎ 20 juillet 1990 (lire en ligne)
- Marc Fumaroli, « La mort d'André Chastel. Un prince de la république des Lettres », Le Monde,‎ 21 juillet 1990 (lire en ligne)
- Michel Laclotte, « André Chastel (1912-1990) », Monuments et mémoires de la Fondation Eugène Piot, vol. 72,‎ 1991, p. 1-7 (lire en ligne)
- Revue de l'art, 1991, no 93, numéro d'hommage à André Chastel [lire en ligne]
- Jean-Didier Wagneur, « Quelle mouche piqua Chastel ? Musca depicta », Libération,‎ 2 mars 1995 (lire en ligne)
- Claude-Michel Cluny, « La France de l'art », L'Express,‎ 18 janvier 1996 (lire en ligne)
- Roland Recht, « L’image et le mot. André Chastel, historien de l’art. », Comptes rendus des séances de l'Académie des Inscriptions et Belles-Lettres, 156e année, no 4,‎ 2012, p. 1727-1740 (DOI 10.3406/crai.2012.93769)

### Webographie
- « Hommage à André Chastel », sur le site du ministère français de la Culture
- Jean Guillaume, « Chastel, André (1912-1990) », sur le site de l'Encyclopædia Universalis

### Filmographie
- André Chastel : un sentiment de bonheur, Edgardo Cozarinsky (réalisateur), Le Louvre-La Sept, 1990

### Entretiens
- Françoise Levaillant et Hubert Tison, « Entretien avec André Chastel », Histoire de l'art, vol. 12, no 1,‎ 1990, p. 7–19 (ISSN 0992-2059, DOI 10.3406/hista.1990.2415, lire en ligne)
- Philippe Morel et Guy Cogeval, « Entretien avec André Chastel », Revue de l'Art, vol. 93, no 1,‎ 1991, p. 78–87 (ISSN 0035-1326, DOI 10.3406/rvart.1991.347936, lire en ligne)